# San Francisco Renaissance

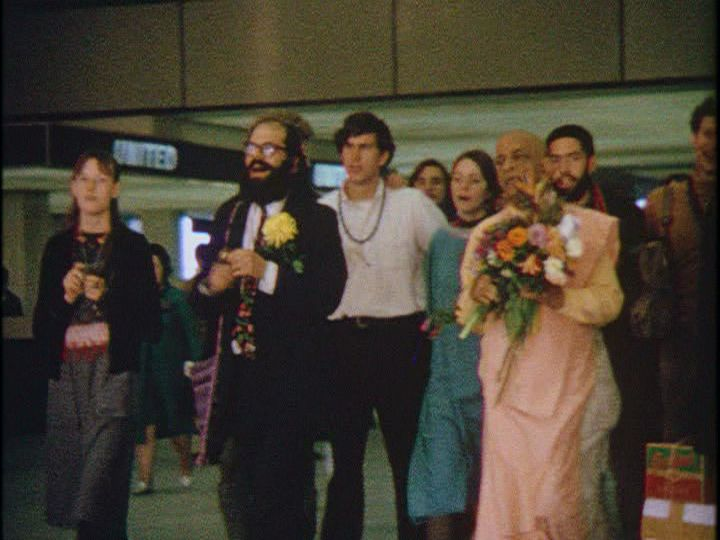
Allen Ginsberg saluta Bhaktivedanta Swami all'aeroporto di San Francisco, il 17 gennaio 1967.

La definizione di San Francisco Renaissance viene impiegata per indicare l'attività letteraria e poetica che ebbe il proprio centro nella zona di San Francisco verso la metà del XX secolo e che portò la città a rappresentare una sorta di fulcro per l'avanguardia poetica statunitense. Tuttavia alcuni studiosi, come Ralph J. Gleason e Alan Watts, ritengono che quello del San Francisco Renaissance sia stato un fenomeno di portata più ampia e debba essere analizzato includendo anche lo sviluppo delle arti dello spettacolo, della filosofia e dell'interesse per altre culture (in particolare per le culture asiatiche) e la nascita di nuove sensibilità sociali.

## Gli inizi
Il poeta Kenneth Rexroth viene generalmente considerato il padre fondatore del movimento. Rexroth era uno tra i più in vista della seconda generazione di poeti modernisti, era in contatto con Ezra Pound e William Carlos Williams e le sue opere erano state pubblicate sull'Antologia oggettivista. Era tra i primi poeti statunitensi ad aver affrontato le forme poetiche tradizionali giapponesi come l'haiku e il suo lavoro era profondamente influenzato dal jazz.
Se Rexroth è stato il padre fondatore, la madre fu Madeline Gleason. Durante gli anni quaranta lei e Rexroth aiutarono un gruppo di giovani poeti di Berkeley, Robert Duncan, Jack Spicer e Robin Blaser. La Gleason e Duncan furono particolarmente legati e lessero e criticarono reciprocamente il proprio lavoro.

## Il movimento emerge
Nell'aprile 1947 la Gleason organizzò il Primo festival della poesia moderna presso la Lucien Labaudt Gallery, in Gough Street. Nello spazio di due serate presentò dodici poeti, tra i quali Rexroth, Robert Duncan e Jack Spicer, ad un pubblico di giovani poeti e di appassionati di poesia. Quello fu il primo riconoscimento pubblico per la varietà di esercizi di poesia sperimentale che stava sorgendo in città.
Nel corso degli anni cinquanta Duncan e Robert Creeley trascorsero alcuni periodi insegnando al Black Mountain College e agendo da ponte tra i poeti di San Francisco e i poeti di Black Mountain. Alcuni degli scrittori di San Francisco iniziarono a pubblicare su Origin di Cid Corman e sulla Black Mountain Review, le riviste controllate dal gruppo di Black Mountain. L'interesse di Spicer per il canto jondo creò anche un certo rapporto con i poeti della Deep image, come Jerome Rothenberg e Robert Kelley. Nel 1957 Spicer condusse un seminario di poesia al San Francisco State College al quale partecipò anche Duncan.

### L'influenza delle "Nuova poesia americana"
L'opera decisiva per il movimento è forse l'antologia The New American Poetry 1945-1960, curata da Donald Allen. Nella raccolta Allen ha riunito alcuni dei poeti del San Francisco Renaissance e, come osserva Marjorie Perloff:
(Marjorie Perloff)
L'antologia di Allen ha avuto un ruolo centrale nel definire la poetica e in senso più ampio le dinamiche culturali del particolare momento storico a cui oggi ci si riferisce come al San Francisco Renaissance. Anche se una particolare "generazione" di letterati è stata definita in questo modo (in buona parte a causa dell'antologia di Allen), il dibattito sull'opportunità di continuare ad applicare quest'"etichetta" per definire un'intera generazione è tuttora in atto.
Quelli che considerano il termine appropriato, da un lato sostengono che fu davvero un "gruppo" a "forgiare" una "rinascita" il cui impatto sulle coscienze storiche è tuttora rilevabile, dall'altro che la definizione può essere ancora tranquillamente usata per classificare tali autori. Al contrario, c'è chi sostiene che San Francisco Renaissance è solo un'etichetta e nient'altro. Come etichetta quindi, esiste solo per "raggruppare" in maniera comoda ma arbitraria un fenomeno che rimane (e che deve rimanere) "indefinibile". Dal momento che l'impatto di un fenomeno così vasto sulla coscienza comune americana non può essere misurato, tale impatto non può nemmeno essere definito o classificato senza che tale definizione diventi a sua volta problematica.

## I Beat
Più o meno nello stesso periodo in cui Duncan, Spicer e Blaser erano a Berkeley, frequentavano assieme il Reed College a Portland. Questi tre, insieme a Kirby Doyle, originario di San Francisco, formarono il nucleo centrale degli scrittori della Beat Generation sulla costa occidentale.
Lawrence Ferlinghetti stava studiando per ottenere un dottorato alla Sorbona e, mentre si trovava a Parigi, incontrò Kenneth Rexroth che in seguito lo convinse ad andare a San Francisco per entrare in contatto con il movimento letterario che lì si stava sviluppando. Tra il 1951 e il 1953 Ferlinghetti insegnò francese, scrisse articoli e saggi di critica letteraria e si dedicò alla pittura. Nel 1953 insieme ad un socio fondò la City Lights Bookstore, iniziando le pubblicazioni della City Lights Press due anni dopo.
Snyder e Whalen, insieme a Michael McClure, furono tra i poeti che si esibirono durante la celebre lettura pubblica organizzata a San Francisco da Rexroth il 13 ottobre (oppure 7 ottobre secondo altre fonti) 1955. La lettura rappresentò il momento in cui il San Francisco Renaissance si manifestò all'attenzione pubblica, contribuendo a creare per la città la reputazione di centro delle controcultura degli anni '60 che vide il suo culmine durante il periodo hippie. Il secondo capitolo del romanzo di Jack Kerouac I vagabondi del Dharma del 1958 è costituito da una descrizione romanzata dell'evento; lo scrittore descrive la celebre lettura di Allen Ginsberg del suo poema Urlo. Kerouac e Ginsberg erano andati ad assistere alla Six Gallery reading con alcuni poeti loro amici.

## L'eredità delSan Francisco Renaissance
Il filosofo e scrittore della Bay Area Alan Watts nella sua autobiografia dice che attorno al 1960 "qualcosa di diverso si stava facendo strada nella religione, nella musica, nell'etica e nella sessualità, nel nostro rapporto con la natura e complessivamente in tutto il nostro stile di vita".
Alcuni cantautori della generazione di rockers della metà degli anni sessanta, come ad esempio Bob Dylan, lessero e apprezzarono scrittori come Kerouac, Snyder, McClure, Ferlinghetti, e Ginsberg. Di conseguenza sembra molto probabile che il San Francisco Renaissance abbia avuto una certa influenza su diversi degli artisti rock del nascente movimento noto come San Francisco Sound, sia sui loro testi sia complessivamente sul loro modo di essere artisti e di vivere.
La stampa underground che si sviluppò sia in America che altrove negli anni sessanta ebbe uno dei più interessanti e colorati esempi nel San Francisco Oracle, che parlava della cultura hippie e di altri aspetti della controcultura. L'Oracle diede molto spazio agli scritti di Gary Snyder, Allen Ginsberg, Lawrence Ferlinghetti. Michael McClure e di altri scrittori beat, oltre che di altri giovani emergenti.
Sia Ferlinghetti che McClure comparirono insieme a molte rockstar ne L'ultimo valzer un film-concerto /documentario diretto da Martin Scorsese sul gruppo musicale The Band, complesso che ebbe un grande successo dal fine degli anni sessanta alla metà dei settanta.
Herman Berlandt, amico di Ferlinghetti e spesso ospite della City Lights è l'ideatore/creatore/direttore del futuro Museo Internazionale della Poesia di San Francisco. Grazie a questo progetto il San Francisco Renaissance potrebbe tornare a vivere.

### Registrazioni sonore
- Howls, Raps & Roars: Recordings from the San Francisco poetry renaissance (compilation) (Universal Music Group, 1963; Fantasy Records 1993).